# Наташа Ковачевић
Наташа Ковачевић (Београд, 20. мај 1994) је српска кошаркашица. Играла је на позицији крила и наступала готово у свим репрезентативним селекцијама. Тешка саобраћајна несрећа је привремено прекинула њену играчку каријеру, да би се упркос ампутацији ноге вратила на паркет као кошаркашица Црвене звезде. Након престанка играчке каријере постала је председник овог клуба.

## Играчка каријера
Каријеру је започела у Партизану 2008. године и у њему играла до 2010. Са Партизаном је освојила друго место у Српском шампионату.
Јануара 2010. прелази у Вождовац са којим је наступала и у Јадранској лиги. Због финансијских проблема Вождовца у јануару 2013. године прелази у Црвену звезду. За Звезду је бележила просечних 16.6 поена, 6.6 скокова и 2.4 асистенције, што јој је била одскочна даска за потписивање првог иностраног ангажмана са мађарском екипом Ђера.

### Несрећа
Дана 7. септембра 2013. године заједно са читавом екипом Ђера доживела је тешку саобраћајну несрећу. У удесу су погинули тренер екипе и генерални менаџер, док је због последица незгоде Наташи ампутиран потколени део леве ноге. Убрзо након несреће цела српска јавност желела је да помогне младој кошаркашици. Помоћ је пружио и Француски кошаркашки савез. Некадашњи кошаркаш Црвене звезде Зуфер Авдија је пронашао адекватну протезу у Израелу те је свега два месеца након незгоде Наташа поново могла да шутира на кош.

### Повратак на паркет
После неколико месеци тренинга са кошаркашицама Црвене звезде и дозвола добијених од ФИБA-e и КСС да може да настави да игра са протезом, Ковачевић потписује уговор са Црвеном звездом.

### Репрезентативна каријера
Наступала је готово у свим млађим репрезентативним селекцијама. За кадетску селекцију је наступала чак три пута (2008, 2009 и 2010) на Европским првенствима. Са јуниорском селекцијом је наступала две године (2011 и 2012). Са јуниорском репрезентацијом освојила бронзану медаљу на Европском првенству 2012. године. Са селекцијом испод 19 година је учествовала на Светском првенству 2013. године.

## Остало
Након саобраћајне несреће и привременог прекида играчке каријере Наташа се посветила хуманитарном раду. Основала је Фондацију под својим именом, чији је циљ помоћ младим спортистима и њихово образовање.
Изабрана је за амбасадора младих европског огранка Међународне кошаркашке федерације (ФИБА) 2014. године.
Француски председник Емануел Макрон доделио јој је "Орден витеза Националног реда" 2021. године. за препознато спортско ангажовање највишег нивоа, упркос свим личним проблемима, и исказаној подршци младим спортистима који имају потешкоће.
Наташина мајка је Наталија Бацановић, бивша кошаркашица која је са Црвеном звездом освојила Куп европских шампиона 1979. године, њен отац Вукашин Ковачевић, бивши рукометаш. Брат јој је Иван Ковачевић, српски дипломата.